# Hino de Braço do Norte
O hino de Braço do Norte é o hino oficial da cidade de Braço do Norte, Santa Catarina.
Letra e música: Paulo Michels.
Criado pela Lei Municipal nº 742/90 de 12 de junho de 1990.